# トムとジェリーキッズ
『トムとジェリーキッズ』（Tom & Jerry Kids Show）は、トムとジェリーのテレビシリーズ。初回放送は1990年9月8日にフォックス放送で行われ、1994年11月27日に放送終了した。フォックス放送で初回放送の行われたハンナ・バーベラ作品はこの作品と、『Droopy, Master Detective』のみである。
日本では、1997年からカートゥーン ネットワークで放送されている。

## 概要
「トムとジェリーの子供時代を描く」というコンセプトで制作された作品で、両者の頭身は子供サイズである。なお、トムは赤いアポロキャップ、ジェリーは赤い蝶ネクタイを身につけている。
この作品は初期のトムとジェリーに似ているものの、暴力表現は低い。ただし、ただ単にトムがジェリーを追いかけまわすというよりは、さまざまな道具や武器が用いられて騒動になることが多い。

## 登場人物
トム
声 - フランク・ウェルカー、日本語版 - 原語版流用（1996年ビデオ版）、高木渉（1992年ビデオ版）
ジェリー
声 - フランク・ウェルカー、日本語版 - 原語版流用（1996年ビデオ版）、ならはしみき（1992年ビデオ版）
ドルーピー
声 - ドン・メシック、日本語版 - 石森達幸（1992年ビデオ版）
タイク
声 - パトリック・ジマーマン、日本語版 - 原語版流用（1996年ビデオ版）、根谷美智子（1992年ビデオ版）
ワイルドマウス
声 - フランク・ウェルカー、日本語版 - 原語版流用（1996年ビデオ版）、不明（1992年ビデオ版）
ジェリーのいとこ
カイル
声 - パット・フラリー、日本語版 - 不明（1996年ビデオ版）
スパイク
声 - リシャール・ゴーティエ、日本語版 - 渡部猛（1996年ビデオ版）、徳丸完（1992年ビデオ版）
クライド
声 - ブライアン・カミングス、日本語版 - 不明（1996年ビデオ版）
ミス・バブーム
声 - テレサ・ガンゼル、日本語版 - 不明（1996年ビデオ版）
トンド
声 - ?、日本語版 - 桜井敏治（1996年ビデオ版）
ゾウ
旅長
声 - ?、日本語版 - 大塚周夫（1996年ビデオ版）
アンラッキー
声 - ?、日本語版 - 中尾隆聖（1996年ビデオ版）
トリバー
声 - ?、日本語版 - 岡村明美（1996年ビデオ版）
ロッド・ガット
声 - ?、日本語版 - 江原正士（1996年ビデオ版）
ケビン・キャツナー
声 - ?、日本語版 - 江原正士（1996年ビデオ版）
コンピューターの声
声 - ?、日本語版 - 江原正士（1996年ビデオ版）
シンバ
声 - ?、日本語版 - 大塚芳忠（1996年ビデオ版）
マリオン
声 - ?、日本語版 - 荒木香衣（1996年ビデオ版）
アーニー
声 - ?、日本語版 - 青野武（1996年ビデオ版）
ターク
声 - ?、日本語版 - 飯塚昭三（1996年ビデオ版）
ダンプスター
声 - ?、日本語版 - 飯塚昭三（1996年ビデオ版）
赤毛のレッド船長
声 - ?、日本語版 - 大友龍三郎（1996年ビデオ版）
スクルージ
声 - ?、日本語版 - 大友龍三郎（1996年ビデオ版）
ダンプスター
声 - ?、日本語版 - 大友龍三郎（1996年ビデオ版）
ジーノ
声 - ?、日本語版 - 神代知衣（1996年ビデオ版）
ビッグ・チージー
声 - ?、日本語版 - 郷里大輔（1996年ビデオ版）
腹ぺこピーエル
声 - ?、日本語版 - 西尾徳（1996年ビデオ版）
ダーウィン
声 - ?、日本語版 - 島香裕（1996年ビデオ版）

### オリジナルキャラクター
ドリプル
声 - チャーリー・アドラー、日本語版 - 渡辺久美子（1992年ビデオ版）
アントニオ
声 - ウィリアム・キャラウェイ、日本語版 - 長島雄一（1996年ビデオ版）
カラブース・カル
声 - フィル・ハートマン、日本語版 - 納谷六朗（1996年ビデオ版）
マクウルフ
声 - フランク・ウェルカー、日本語版 - 大塚芳忠（1996年ビデオ版）
- その他 - 幹本雄之、鈴木れい子、加瀬康之、小島敏彦、横尾博之、小川里永子、小野英昭、神山卓三、西川幾雄、滝沢ロコ、佐藤ユリ（いずれも1996年ビデオ版）

## エピソード

### 新トムとジェリー
| 巻 | No. | ビデオタイトル               | サブタイトル                   | 原題                                      | 日本発売日     |
| -- | --- | ---------------------------- | ------------------------------ | ----------------------------------------- | -------------- |
| 1  | 10C | トムはいつでもNo.1           | トムのコンテスト出場           | Scrub-A-Dub Tom                           | 1992年3月19日  |
| 1  | 6C  | トムはいつでもNo.1           | チーズドロボウにご用心         | Mall Mouse                                | 1992年3月19日  |
| 1  | 3B  | トムはいつでもNo.1           | スーパードルーフと悪者ヨーカー | Super Droop & Dripple Boy Meet The Yolker | 1992年3月19日  |
| 1  | 4C  | トムはいつでもNo.1           | 宇宙から来たお友達             | Outer Space Rover                         | 1992年3月19日  |
| 2  | 3C  | トムとジェリーの追いかけっこ | トムのCM出演                   | Marvelous Marvin                          | 1992年3月19日  |
| 2  | 2A  | トムとジェリーの追いかけっこ | おもちゃ屋さんは大騒ぎ         | Toys Will Be Toys                         | 1992年3月19日  |
| 2  | 6B  | トムとジェリーの追いかけっこ | パパはスーパーヒーロー         | Super Duper Spike                         | 1992年3月19日  |
| 2  | 12A | トムとジェリーの追いかけっこ | 小さなお客様                   | The Little Urfulls                        | 1992年3月19日  |
| 3  | 4A  | ジェリーはおちゃめな人気者   | バットマウスは正義の味方       | Bat Mouse                                 | 1992年3月19日  |
| 3  | 11A | ジェリーはおちゃめな人気者   | ジェリーの冬休み               | No Biz Like a Snow Biz                    | 1992年3月19日  |
| 3  | 2B  | ジェリーはおちゃめな人気者   | ドルーピーのピザ屋さん         | Droopy Delivers                           | 1992年3月19日  |
| 3  | 11C | ジェリーはおちゃめな人気者   | ジェリーと森の仲間たち         | Cast Away Tom                             | 1992年3月19日  |
| 4  | 2C  | トムとジェリーは大さわぎ     | 友だちクライド                 | My PAL                                    | 1992年7月23日  |
| 4  | 8C  | トムとジェリーは大さわぎ     | トムの騎士物語                 | Medieval Mouse                            | 1992年7月23日  |
| 4  | 1B  | トムとジェリーは大さわぎ     | ドルーピーの宝さがし           | Dakota Droopy & the Lost Dutch Boy Mine   | 1992年7月23日  |
| 4  | 5A  | トムとジェリーは大さわぎ     | ロックンロール・ジェリー       | The Vermin                                | 1992年7月23日  |
| 5  | 6A  | 大好き!トムとジェリー        | オシャレ猫はくいしんぼう       | Sugar Belle Loves Tom, Sometimes          | 1992年7月23日  |
| 5  | 5C  | 大好き!トムとジェリー        | ジェリーの遠足                 | Mouse Scouts                              | 1992年7月23日  |
| 5  | 10B | 大好き!トムとジェリー        | ドルーピーの宝島               | Yo Ho Ho...Bub                            | 1992年7月23日  |
| 5  | 9C  | 大好き!トムとジェリー        | あぶないTVゲーム               | Maze Monster Zap Men                      | 1992年7月23日  |
| 6  | 9A  | それ行け!!トムとジェリー     | ゴルフ場はさわぎ               | Clyde to The Rescue                       | 1992年7月23日  |
| 6  | 1A  | それ行け!!トムとジェリー     | フリスビーで遊ぼう             | Flippin Fido                              | 1992年7月23日  |
| 6  | 13A | それ行け!!トムとジェリー     | トムのネズミ捕り               | Ecterminator Cometh                       | 1992年7月23日  |
| 6  | 3A  | それ行け!!トムとジェリー     | 恐竜時代へようこそ!            | Prehistoric Pals                          | 1992年7月23日  |
| 7  | 12C | トムとジェリーの大勝負       | トムとジェリーのカーレース     | Indy Mouse 500                            | 1992年10月22日 |
| 7  | 10A | トムとジェリーの大勝負       | コンドルの赤ちゃん             | Crash Condor                              | 1992年10月22日 |
| 7  | 4B  | トムとジェリーの大勝負       | ネコのお勉強                   | Puss n' Pups                              | 1992年10月22日 |
| 7  | 7A  | トムとジェリーの大勝負       | 宇宙で追いかけっこ             | Cosmic Chaos                              | 1992年10月22日 |
| 8  | 8A  | トムとジェリーと仲間たち     | ワニのレスラー                 | Gator Baiter                              | 1992年10月22日 |
| 8  | 7C  | トムとジェリーと仲間たち     | トムとジェリーの海水浴         | Beach Bummers                             | 1992年10月22日 |
| 8  | 13C | トムとジェリーと仲間たち     | 帰ってきた宇宙犬               | Urfo Returns                              | 1992年10月22日 |
| 8  | 1C  | トムとジェリーと仲間たち     | トムののら犬作戦               | Dog Daze Afternoon                        | 1992年10月22日 |

### トムとジェリーキッズ
| 話数 | 話数 | サブタイトル                 | 原題                              | 日本発売日    |
| ---- | ---- | ---------------------------- | --------------------------------- | ------------- |
| 1    | 15C  | トムとジェリーのテレビ出演   | Exterminator Cometh               | 1996年7月26日 |
| 1    | 35A  | 魔女のくすり                 | Doom Manor                        | 1996年7月26日 |
| 1    | 43A  | トムはスタントマン           | Stunt Cat                         | 1996年7月26日 |
| 2    | 30A  | かわいそうなネズミたち       | Toliver's Twist                   | 1996年7月26日 |
| 2    | 31A  | 荒野の暴走ネコ               | Krazy Klaws                       | 1996年7月26日 |
| 2    | 33A  | ロボットに負けるな           | Termi-Maid                        | 1996年7月26日 |
| 3    | 34A  | ドロボウをやっつけろ         | The Break 'n' Entry Boyz          | 1996年7月26日 |
| 3    | 16C  | 魔法使いがやってきた         | Tom's Terror                      | 1996年6月21日 |
| 3    | 23A  | 正義の味方                   | Zorrito                           | 1996年6月21日 |
| 4    | 25C  | みんな仲よく                 | Chumpy Chums                      | 1996年6月21日 |
| 4    | 26A  | ジェリー・フッドの物語       | Jerry Hood and His Merry Meeces   | 1996年6月21日 |
| 4    | 16A  | ジェリーのママ               | Jerry's Mother                    | 1996年6月21日 |
| 5    | 15A  | エアロビクスできたえよう     | Pump 'Em Up Pals                  | 1996年6月21日 |
| 5    | 28C  | トムはベビーシッター         | Tom, the Babysitter               | 1996年6月21日 |
| 5    | 20A  | テキサスから来たいとこ       | Slowpoke Antonio                  | 1996年7月26日 |
| 6    | 27A  | 夢のお告げ                   | The Planet Dogmania               | 1996年7月26日 |
| 6    | 20C  | ワイルドマウス               | Wildmouse                         | 1996年7月26日 |
| 6    | 28A  | 西部のやっかいもの           | Pest in the West                  | 1996年7月26日 |
| 7    | 29A  | ジェリーのオートバイ         | Gas Blaster Puss                  | 1996年7月26日 |
| 7    | 29C  | 軍隊は楽じゃない             | Mess Hall Mouser                  | 1996年7月26日 |
| 7    | 32A  | 人魚捕獲大作戦               | Tom's Mermouse Mess-Up            | 1996年7月26日 |
| 8    | 17C  | トムは海ぞく                 | Pussycat Pirate                   | 1996年6月21日 |
| 8    | 21A  | 100万ドルをねらえ            | Catch That Mouse                  | 1996年6月21日 |
| 8    | 21C  | バースデイプレゼント         | Birthday Surprise                 | 1996年6月21日 |
| 9    | 18A  | おじいちゃんのサバイバル訓練 | Father's Day                      | 1996年6月21日 |
| 9    | 22A  | クレオニャトラ               | Cleocatra                         | 1996年6月21日 |
| 9    | 17A  | 家なき子ネコ                 | Who Are You Kitten?               | 1996年6月21日 |
| 10   | 14A  | サーカスで大さわぎ           | Circus Antics                     | 1996年6月21日 |
| 10   | 19A  | ふたりは音楽家               | Amademouse                        | 1996年6月21日 |
| 10   | 14C  | おかしなワンちゃん           | Head Banger Buddy                 | 1996年6月21日 |
| 11   | 18C  | ずっこけスーパーヒーロー     | Lightning Bolt the Super Squirre  | 1996年6月21日 |
| 11   | 25A  | レースで勝負                 | Calaboose Cal 495                 | 1996年6月21日 |
| 11   | 22C  | けんかの学校                 | Chase School                      | 1996年6月21日 |
| 12   | 23C  | つばめはつらいよ             | Hard to Swallow                   | 1996年6月21日 |
| 12   | 19C  | ペンギンくんはお友だち       | "Perky" the Fish Pinching Penguin | 1996年6月21日 |
| 12   | 36A  | お助けニンジャ               | S.O.S. Ninja                      | 1996年8月23日 |
| 13   | 38A  | 迷惑ないとこ                 | Catastrophe Cat                   | 1996年8月23日 |
| 13   | 27C  | インディアン・ネコ           | Catawumpus Cat                    | 1996年8月23日 |
| 13   | 37A  | ゴルフ場のネズミ             | Go-pher- Help                     | 1996年8月23日 |
| 14   | 39A  | トムの災難                   | Tom's Double Trouble              | 1996年8月23日 |
| 14   | 40A  | びっくり博物館               | The Watchcat                      | 1996年8月23日 |
| 14   | 41B  | ジェリーと魔法のつぼ         | I Dream of Cheezy                 | 1996年8月23日 |
| 15   | 46B  | ジェリーと豆の木             | Jerry and the Beanstalk           | 1996年8月23日 |
| 15   | 41A  | 気球旅行                     | Catch as Cat Can                  | 1996年8月23日 |
| 15   | 41C  | ネズミ恐怖症                 | Fraidy Cat                        | 1996年8月23日 |
| 16   | 42A  | アントニオと歌おう           | Sing Along with Slowpoke          | 1996年8月23日 |
| 16   | 43B  | 透明ネズミ                   | See No Evil                       | 1996年8月23日 |
| 16   | 44B  | ライオンさんが味方           | Circus Cat                        | 1996年8月23日 |
| 16   | 44A  | トムとジェリーの音楽会       | Scrapheap Symphony                | 1996年8月23日 |

## 主題歌
トムとジェリーキッズ
歌 - トム・ウォーラル、日本語版 - 田中加奈子（アミューズ）
1996年に発売されたビデオ版及びカートゥーン ネットワーク放送時では、日本語版歌詞が表示されている。
1992年に発売されたビデオ版では英語版を流用しているが、歌詞表示はない。
ただし、カートゥニート移行時はオープニングとエンディングがカットされている。

## 日本でのテレビ放送
CS放送のカートゥーン ネットワークで一部がリピート放送されている。なお、本国版で併映されていたドルーピーとその息子ドリップルの登場する作品は放映されていない。
しかし本国版で併映されていたドルーピーとその息子ドリップルの登場する作品は、バンダイビジュアルでビデオ化された『新トムとジェリー』で見ることができる。また、第11話Cパートによる「ジェリーと森の仲間たち（Cast Away Tom）」は『トムとジェリー 夢のチョコレート工場』のDVDに映像特典で日本語字幕版が収録されている。
カートゥーン ネットワークで放送される前には、1996年6月21日から8月23日まで「トムとジェリーキッズ」というタイトルで全7巻（日本語吹替版つき）がアミューズソフトから発売されている。